# De gezusters (Tholen)
De gezusters is een schilderij van de Nederlandse kunstschilder Willem Bastiaan Tholen, geschilderd in 1895, olieverf op doek, 36,5 × 57 centimeter groot. Het toont Elisabeth Caroline Arntzenius (1881-1936) en Dora Wilhelmina Arntzenius (1882-1956), dochters van Tholens benedenbuurman. Het doek bevindt zich in de collectie van het Museum Gouda.

## Context
Begin 1890 betrok Tholen met zijn vrouw Coba Muller de bovenverdieping van de zogenaamde Kanaalvilla bij de Witte Brug te Den Haag. De benedenverdieping werd bewoond door de griffier van de Tweede Kamer, mr. Abraham Robert (Bram) Arntzenius (1850-1929) en zijn jonge gezin: Robert (1879), Liesbeth (geboren 1881), Dora (geboren 1882) en de drieling Paul, Péronne en Constance (geboren 1883). Arntzenius vrouw jkvr. Constance Boddaert (1857-1883) was na geboorte van de drieling overleden. In 1885 hertrouwde Arntzenius met Cobi Witsen, zus van de Amsterdamse impressionist Willem Witsen en de hartsvriendin van Tholens vrouw Coba. Willem Witsen was weer een studiegenoot en vriend van Tholen.
Het echtpaar Tholen en het gezin Arntzenius waren van midden jaren 1880 tot einde jaren 1890 veelvuldig te gast op het door de vader van Cobi en Willem Witsen in 1881 gehuurde buitenhuis Ewijckshoeve, gelegen in de bossen bij Hollandse Rading. Nadat Willem er in 1884 zijn intrek nam werd het een trefpunt voor jonge kunstenaars als Willem Kloos, Albert Verwey, Jacobus van Looy, Piet Meiners, Eduard Karsen, Anton Mauve, Jan Veth, alsook Floris Arntzenius, neef van Bram en een studievriend van Willem Witsen. Tholen had vanaf eind jaren 1880, net als diverse andere kunstenaars, een eigen atelierruimte op de Ewijckshoeve. Meerdere malen zou hij er de kinderen van Bram Arntzenius portretteren.

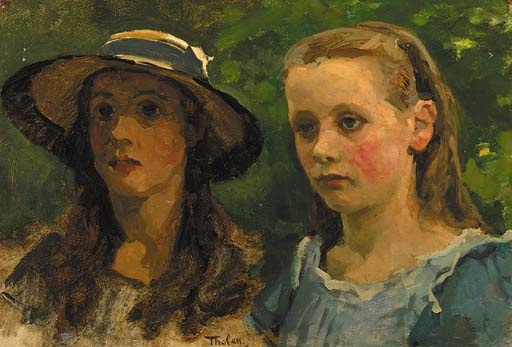
Portret van de zusjes Péronne en Constance Arntzenius

## Afbeelding
In De gezusters portretteert Tholen Dora en Liesbeth Arntzenius op respectievelijk dertien- en veertienjarige leeftijd. Het is een van de vele portretten die hij in die periode maakte van de kinderen van Arntzenius, niet in opdracht, hetgeen een bewijs mag heten voor zijn bijzondere genegenheid voor hen. Tholen weet de stemming van beide kinderen treffend te raken, met name in hun verwonderde, dromerige en ietwat melancholische blikken. Het portret is opvallend informeel, als een terloops genomen foto. Dora zit aandachtig te lezen, terwijl Liesbeth een beetje verveeld en hangend op de bank in een boek bladert. Het motief van de informele pose was in die tijd overigens niet nieuw en kan met regelmaat worden gezien bij de impressionisten, maar ook bij Hollandse schilders als bijvoorbeeld Jacob Maris en George Hendrik Breitner. Zo doet de pose van Liesbeth denken aan enkele van Breitners kimonomeisjes, die in dezelfde periode werden geschilderd. De uitwerking van het doek is naturalistisch, waarbij Tholen qua textuur en kleurgebruik aansluit bij zijn tijdgenoten als Willem de Zwart, Mauve en opnieuw Breitner.

## Historie

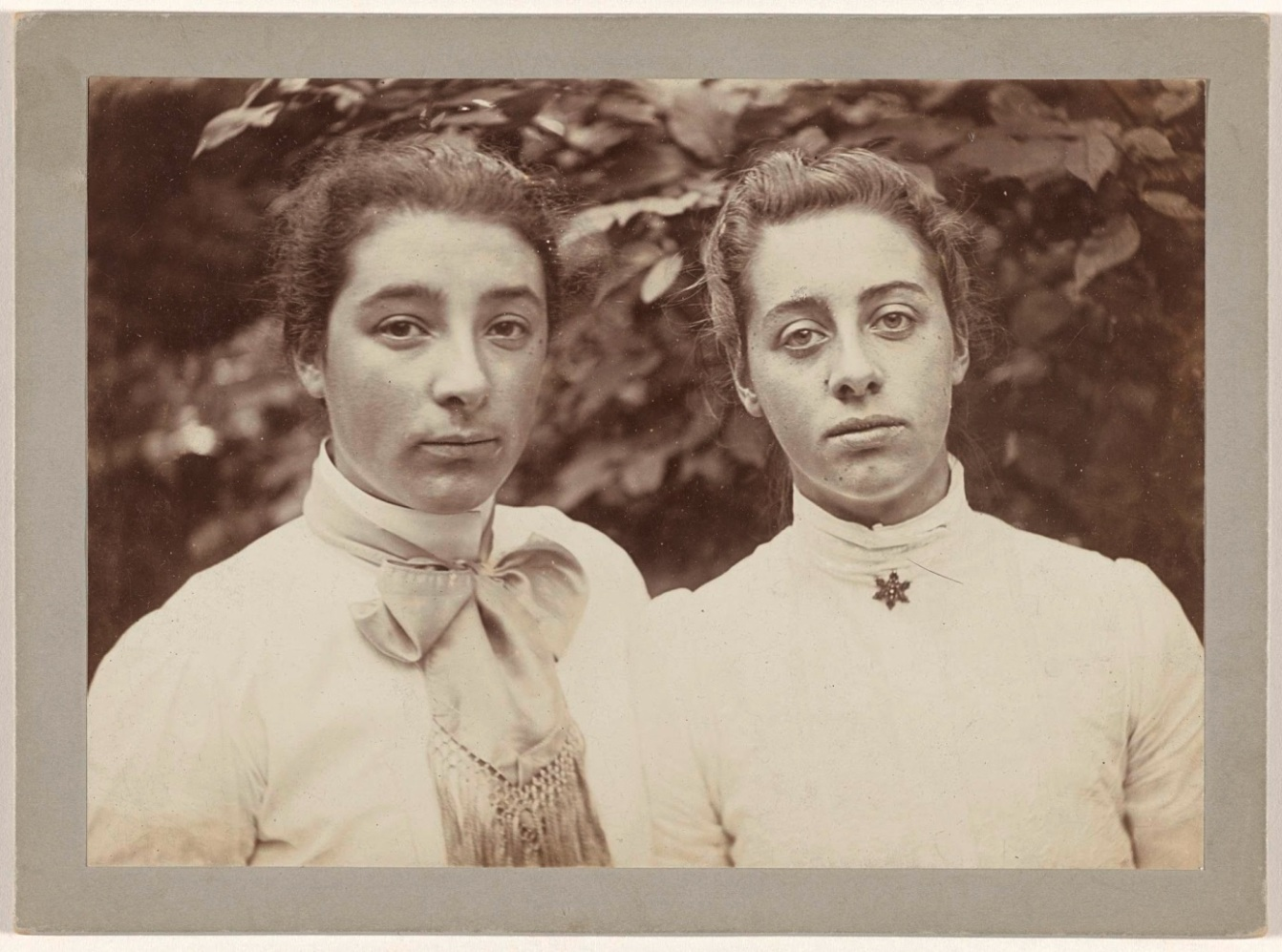
Foto van Dora en Liesbeth eind negentiende eeuw.

De gezusters is decennialang in bezit van de familie Arntzenius gebleven. Bram Arntzenius en later zijn zoon, de kinderloos gebleven kunstschilder Paul Arntzenius (1883-1965), bouwden mede op basis van hun contacten in de kunstenaarswereld een omvangrijke verzameling negentiende-eeuwse kunst op, die in 1964 werd geschonken aan Museum Gouda, inclusief De Gezusters. Daar is het schilderij nog steeds te zien op de huidige locatie van het voormalige Catharina Gasthuis aan de Oosthaven. Het geldt als een hoogtepunt in Tholens portrettenoeuvre.